# Haddenberg
Haddenberg ist der nach Einwohnerzahl kleinste Ortsteil der Gemeinde Haina (Kloster) im nordhessischen Landkreis Waldeck-Frankenberg. Zu Haddenberg gehört die gut 2 km nordöstlich gelegene Siedlung Fischbach.

## Geographie
Das Dorf liegt im Osten der Gemeinde inmitten des waldreichen Naturparks Kellerwald-Edersee. Nur 2 km östlich erhebt sich der Wüstegarten, der mit 675 m ü. NN höchste Berg des Kellerwaldes.

## Geschichte

### Ortsgeschichte
Erstmals erwähnt wird der Ort im Jahre 1144. Wahrscheinlich ging das Dorf aus einer Bergmannssiedlung hervor. Etwa 700 m östlich von Haddenberg, am Fuß des Wüstegarten, befindet sich ein historisches Pingenfeld an der ehemaligen Eisengrube „Haingrube“, wo ein Roteisenstein-Lager noch bis 1871 ausgebeutet wurde.
Hessische Gebietsreform (1970–1977)
Am 1. Juli 1972 wurde die bis dahin selbstständige Gemeinde Haddenberg im Zuge der Gebietsreform in Hessen auf freiwilliger Basis in die Gemeinde Haina/Kloster (damalige Schreibweise) als Ortsteil eingegliedert.
Für Haddenberg wurde wie für die übrigen Ortsteile von Haina (Kloster) ein Ortsbezirk mit Ortsbeirat und Ortsvorsteher nach der Hessischen Gemeindeordnung eingerichtet.

### Bevölkerung
Einwohnerstruktur 2011
Nach den Erhebungen des Zensus 2011 lebten am Stichtag dem 9. Mai 2011 in Haddenberg 33 Einwohner. Darunter waren keine Ausländer. Nach dem Lebensalter waren 6 Einwohner unter 18 Jahren, 15 waren zwischen 18 und 49, 3 zwischen 50 und 64 und 9 Einwohner waren älter. Die Einwohner lebten in 18 Haushalten. Davon waren 9 Singlehaushalte, 3 Paare ohne Kinder und 6 Paare mit Kindern, sowie keine Alleinerziehende und kein Wohngemeinschaften. In 6 Haushalten lebten ausschließlich Senioren und in 9 Haushaltungen leben keine Senioren.
Einwohnerentwicklung
- 1747: 5 Haushaltungen[1]

| Haddenberg: Einwohnerzahlen von 1834 bis 2019 | Haddenberg: Einwohnerzahlen von 1834 bis 2019 | Haddenberg: Einwohnerzahlen von 1834 bis 2019 | Haddenberg: Einwohnerzahlen von 1834 bis 2019 | Haddenberg: Einwohnerzahlen von 1834 bis 2019 |
| --- | --------------------------------------------- | --------------------------------------------- | --------------------------------------------- | --------------------------------------------- |
| Jahr |                                               |                                               |                                               | Einwohner                                     |
| 1834 | 1834                                          |                                               | 114                                           | 114                                           |
| 1840 | 1840                                          |                                               | 99                                            | 99                                            |
| 1846 | 1846                                          |                                               | 104                                           | 104                                           |
| 1852 | 1852                                          |                                               | 98                                            | 98                                            |
| 1858 | 1858                                          |                                               | 94                                            | 94                                            |
| 1864 | 1864                                          |                                               | 99                                            | 99                                            |
| 1871 | 1871                                          |                                               | 85                                            | 85                                            |
| 1875 | 1875                                          |                                               | 78                                            | 78                                            |
| 1885 | 1885                                          |                                               | 66                                            | 66                                            |
| 1895 | 1895                                          |                                               | 73                                            | 73                                            |
| 1905 | 1905                                          |                                               | 60                                            | 60                                            |
| 1910 | 1910                                          |                                               | 54                                            | 54                                            |
| 1925 | 1925                                          |                                               | 58                                            | 58                                            |
| 1939 | 1939                                          |                                               | 39                                            | 39                                            |
| 1946 | 1946                                          |                                               | 84                                            | 84                                            |
| 1950 | 1950                                          |                                               | 73                                            | 73                                            |
| 1956 | 1956                                          |                                               | 62                                            | 62                                            |
| 1961 | 1961                                          |                                               | 54                                            | 54                                            |
| 1967 | 1967                                          |                                               | 59                                            | 59                                            |
| 1980 | 1980                                          |                                               | ?                                             | ?                                             |
| 1990 | 1990                                          |                                               | ?                                             | ?                                             |
| 2000 | 2000                                          |                                               | ?                                             | ?                                             |
| 2011 | 2011                                          |                                               | 33                                            | 33                                            |
| 2019 | 2019                                          |                                               | 31                                            | 31                                            |
| Datenquelle: Historisches Gemeindeverzeichnis für Hessen: Die Bevölkerung der Gemeinden 1834 bis 1967. Wiesbaden: Hessisches Statistisches Landesamt, 1968. Weitere Quellen: LAGIS; Gemeinde Haina (Kloster); Zensus 2011 |                                               |                                               |                                               |                                               |

Historische Religionszugehörigkeit
| • 1895: | 66 evangelische (= 100 %) Einwohner                                |
| • 1961: | 50 evangelische (= 92,56 %), vier katholische (= 7,41 %) Einwohner |